# Europese kampioenschappen schaatsen afstanden 2022 - Ploegenachtervolging vrouwen
De ploegenachtervolging vrouwen op de Europese kampioenschappen schaatsen 2022 werd verreden op zondag 9 januari 2022 in ijsstadion Thialf in Heerenveen. Titelverdediger was de Nederlandse ploeg die ook op de derde editie van het EK ploegenachtervolging won.

## Uitslag
| #      | Land        | Schaatsers                                                | Tijd    |
| ------ | ----------- | --------------------------------------------------------- | ------- |
| Goud   | Nederland   | Antoinette de Jong Irene Schouten Ireen Wüst              | 2.54,12 |
| Zilver | Noorwegen   | Marit Fjellanger Bøhm Sofie Karoline Haugen Ragne Wiklund | 2.58,54 |
| Brons  | Rusland     | Jelizaveta Goloebeva Jevgenia Lalenkova Natalja Voronina  | 2.59,32 |
| 4      | Wit-Rusland | Jekaterina Sloeva Jevgenia Vorobjova Marina Zoejeva       | 3.03,14 |
| 5      | Duitsland   | Leia Behlau Lea-Sophie Scholz Michelle Uhrig              | 3.08,31 |
| 6      | Polen       | Karolina Bosiek Magdalena Czyszczoń Kaja Ziomek           | 3.09,55 |